# Rivière Port-Daniel
Pour les articles homonymes, voir Port-Daniel.
La Rivière Port-Daniel coule dans la région administrative de la Gaspésie–Îles-de-la-Madeleine, au Québec, au Canada. Plus spécifiquement, cette rivière traverse successivement :
- la partie Sud du territoire non organisé de Rivière Bonaventure (canton de Weir), dans la municipalité régionale de comté (MRC) Bonaventure ; et
- la municipalité de Port-Daniel–Gascons (secteur "Rivière-Port-Daniel"), dans la MRC Le Rocher-Percé.

La "rivière Port-Daniel" est un affluent de la rive Nord du barachois du hameau de « Rivière-Port-Daniel » lequel s’ouvre vers le Sud dans la baie de Port-Daniel, située sur la rive Nord de La Baie-des-Chaleurs ; cette dernière s'ouvre à son tour vers l'Est sur le golfe du Saint-Laurent.

## Géographie
La "rivière Port-Daniel" prend sa source de ruisseaux de montagne dans la partie Nord-Ouest du canton de Weir lequel fait partie du territoire non organisé de Rivière-Bonaventure. Sa source est située sur le versant Est de la ligne de départage des eaux ; le ruisseau McCrea draine le versant Nord et la rivière du Grand Pabos Ouest le versant Nord-Est. La partie supérieure de la « rivière Port-Daniel » coule plus ou moins en parallèle du côté Sud du ruisseau McCallum et de la rivière du Grand Pabos.
Cette source de la rivière est située à :
- 2,3 km au Sud-Est de la limite Sud du canton de Guéguen, situé dans le territoire non organisé de Rivière Bonaventure ;
- 2,5 km au Nord-Est de la limite Est du canton de Honorat, situé dans le territoire non organisé de Rivière Bonaventure ;
- 1,0 km au Sud-Ouest de la limite de la MRC de Le Rocher-Percé ;
- 3,5 km au Nord-Ouest du pont ferroviaire du Canadien National qui enjambe l’embouchure du « bacharois de Rivière-Port-Daniel ».

À partir de sa source, la "Rivière Port-Daniel" coule sur 30,7 km vers l'Est, puis le Sud-Est, surtout en milieu forestier et montagneux, répartis selon les segments suivants :
Cours supérieur de la rivière (segment de 14,6 km)
- 7,1 km vers le Sud-Est, jusqu'à la confluence du ruisseau du Ravin Vert (venant de l’Ouest) ;
- 3,1 km vers le Sud-Est, jusqu'à la confluence du ruisseau du Grand Ravin (venant du Nord-Ouest) ;
- 1,3 km vers le Sud-Est, jusqu'à la confluence du ruisseau Nadeau (venant de l’Ouest) ;
- 3,1 km vers le Sud-Est, jusqu'à la limite de l’ancienne municipalité de Port-Daniel (aujourd’hui désigné Port-Daniel–Gascons).

Cours intermédiaire de la rivière (formant la limite Ouest de la Réserve faunique de Port-Daniel) (segment de 9,2 km)
- 5,6 km vers le Sud-Est, jusqu'à la décharge du Lac Marguerite (venant du Nord-Est) ;
- 0,3 vers le Sud-Est, dans le secteur "Port-Daniel", jusqu'à la décharge du Lac Gillis (venant de l’Est) ;
- 3,3 km vers le Sud-Est, jusqu'à la limite Sud-Ouest de la Réserve faunique de Port-Daniel ;

Cours inférieur de la rivière (segment de 6,9 km)
- 3,5 km vers le Sud, en formant une courbe vers l’Est, jusqu’à la confluence du ruisseau du Lac à la Pelle (venant du Nord-Est) ;
- 3,4 km vers le Sud-Ouest, jusqu’à la confluence de la rivière[2].

La Rivière Port-Daniel se déverse sur la rive Nord du barachois du hameau Rivière-Port-Daniel en traversant le grès par marée basse. Ce barachois est délimité du côté Est par la Pointe à la Croix et du côté Sud par une jetée qui s'avance vers le Nord-Est. Cette deux bandes de terre sont liées par le pont ferroviaire du Canadien National et par la route 132.
Ce barachois se déverse du côté Sud-Est dans la « Baie de Port-Daniel », laquelle s'ouvre vers les Sud-Est dans La Baie-des-Chaleurs. Cette baie dont la largeur à l'ouverture est de 2,8 km, est délimitée par le "Cap de la Vieille" (du côté Est) et par la Pointe du Sud-Ouest.
La confluence de la rivière Port-Daniel est située :
- du côté Ouest du hameau Rivière-Port-Daniel ;
- à 0,4 km au Nord-Est de la confluence de la rivière Port-Daniel du Milieu ;
- à 1,8 km au Nord-Ouest du pont ferroviaire du Canadien National enjambant l'embouchure du barachois du hameau Rivière-Port-Daniel.

## Toponymie
Le toponyme « Rivière Port-Daniel » a été officialisé le 21 janvier 1975 à la Commission de toponymie du Québec.